# Ærøskøbing
Ærøskøbing er en by på Ærø med 913 indbyggere  (2024). Den er sognebyen i Ærøskøbing Sogn og hovedsæde for Ærø Kommune som er en del af Region Syddanmark. Ærøskøbing havn ligger i læ bag Dejrø og Urehoved.
Ærøskøbing Kirke blev opført 1756-58 og afløste en gammel middelalderkirke.
Byen har kun få industrivirksomheder, men mange servicevirksomheder og håndværksfirmaer.
I 2003 var 13 % beskæftiget med landbrug og fiskeri, 16 % med håndværk og industri, 24 % med handel og transport og 47 % med administration og service.

## Historie

### Oprindelse
Ærøskøbing blev sandsynligvis anlagt som landsby mellem 1235 og 1320, da Ærø tilhørte markgreverne af Brandenburg. Det officielle fastsatte årstal for byens grundlæggelse er 1250, blandt andet på grundlag af kirkens døbefont.

### Middelalderen
De ældste nævnte privilegier er fra Kong Hans’ tid, men byen er dog ældre. Privilegierne blev ofte senere bekræftede, således
af Frederik I, Christian III og dronning Dorothea i 1563 og senere af hertugerne af Glücksborg efter, at øen i 1634 var blevet delt mellem de fire sønderborgske linier. Følgen af denne deling var, at byen mistede sit handelsmonopol, men opnåede til gengæld en omfattende handel og søfart med både Hertugdømmerne, Østersøens havnebyer og Norge.

### Renæssancen
Den 22. april 1629 brød en stor brand ud i Ærøskøbing, den lagde 44 gårde og huse øde, deriblandt rådhuset. Derfor er der ingen huse tilbage fra Ærøskøbings tidlige tider. I 1665 bestemte hertugen, at de ældre huse måtte beholde deres stråtage, men at alle nye huse skulle have tegltag. En brønd på torvet i midten af byen blev anlagt efter branden. Den var sammen med 2 andre brønde byens offentlige vandforsyning indtil 1952.
1702 blev det forbudt at bruge gaden til møddingsplads, og det blev pålagt borgerne at brolægge gaderne og en gang ugentlig at rense gaderne.

### Under enevælden
Da byen atter i 1749 var kommen ind under Kronen, nægtede både Frederik V og hans efterfølgere at stadfæste byens gamle privilegier. Ærøskøbing var den eneste købstad i Sønderjylland, der ikke havde sin egen jurisdiktion. I 1773 mistede den sin magistrat og stod fra den tid under landfogden på øen.
I 1778 blev der på samme grund som det gamle havde ligget bygget et nyt rådhus, som blev nedtaget 1863. Dette år beskrives byen således: Ærøskøbing er "en liden stad på øen Ærø", som hører under hertugdømmet Slesvig. Har en god havn, som bedækkes af den der lige overfor liggende lille ø Dejrø. Kirken, hvortil er to præster, står under biskoppen af Fyn. Magistraten består af 1 borgmester og 2 rådmænd, hvoraf den ene er rådstueskriver. Kilde: Hans Holk: Provincial-Lexicon over Dannemark.
I 1855 begik storkøbmand C.C. Hinrichsen (fra Ærøskøbing) bedrageri og gik fallit, og 40 af Ærøs mest agtværdige borgere blev revet med i faldet.

### Den tidlige industrialisering
Industrialiseringen ramte byen hårdt. Ærøskøbings befolkning var faldende i slutningen af 1800-tallet og i begyndelsen af 1900-tallet: 1.625 i 1850, 1.712 i 1855, 1.713 i 1860, 1.583 i 1870, 1.578 i 1880, 1.500 i 1890, 1.485 i 1901, 1.446 i 1906 og 1.427 i 1911.
Af fabrikker og industrielle anlæg fandtes ved århundredeskiftet: 2 skibsbyggerier, 1 sav-vejrmølle, 1 kalkbrænderi, 1 andelsmejeri og 1 hvidtøl- og bayersk ølbryggeri.
I Ærøskøbing blev ved århundredeskiftet udgivet 2 aviser: "Ærø Folkeblad" og "Ærø Avis" (den sidste udkom i Marstal).
I Ærøskøbing afholdtes årligt 3 markeder, i marts, juli og oktober, med heste, kvæg og får. Torvedag var hver onsdag og lørdag; 2. tirsdag i hver måned var torvedag med levende kreaturer.
Befolkningens sammensætning efter næringsvej var i 1890: 124 levede af immateriel virksomhed, 478 af håndværk og industri, 241 af handel og omsætning, 280 af søfart, 47 af fiskeri, 111 af jordbrug, 93 af forskellig daglejervirksomhed, 107 af deres midler, 17 nød almisse, og 2 var i fængsel. Ifølge en opgørelse i 1906 var indbyggertallet 1.446, heraf ernærede 133 sig ved immateriel virksomhed, 155 ved landbrug, skovbrug og mejeridrift, 31 ved fiskeri, 514 ved håndværk og industri, 202 ved handel med mere, 220 ved samfærdsel, 120 var aftægtsfolk, 57 levede af offentlig understøttelse og 14 af anden eller uangiven virksomhed.
Efter adskillelsen fra Sønderjylland blev ifølge lov af 16. februar 1866 embedet som byfoged og byskriver i Ærøskøbing forenet med herredsfoged- og herredsskriverembedet i det nyoprettede Ærø Herred.
Havnen blev først anlagt i 2. halvdel, af det 18. århundrede. Tidligere var der kun en skibsbro, "Højbro", som man 1764 begyndte at udbedre, 1811 anlagdes det sidste bolværk. I 1816 tog man fat på havnens opmudring; senere blev der foretaget flere uddybninger og forbedringer i havnen. I 1886 opmudredes et særligt sted i havnen til fiskerbåde. Havnen havde et kun 16 alen bredt indløb mod NNV, dens størrelse var 37.520 kvadratalen, havnepladsens 44.300 kvadratalen; i den indre, gamle havn var dybden 10 fod, i den ydre havn 11 fod; der var 575 alen bolværk og 327 alen friholderværk. Havnevæsenet bestyredes af havneudvalget, der bestod af borgmesteren som formand, 2 byrådsmedlemmer og 3 af dette uden for byrådet valgte medlemmer.
I 1892 indviedes Ærøskøbing Sygehus.
I 1910 oprettedes Ærø Museum i Ærøskøbing.
I 1900-tallet blev der oprettet nogle mindre rederier og industrivirksomheder. I nyere tid er turismen byens vigtigste indtægtskilde, mens den industrielle udvikling stagnerer.

### Mellemkrigstiden
Gennem mellemkrigstiden var Ærøskøbings indbyggertal nærmest stagnerende: i 1916 1.364, i 1921 1.323, i 1925 1.348, i 1930 1.294, i 1935 1.303, i 1940 1.339 indbyggere.
Ved folketællingen i 1930 havde Ærøskøbing 1.294 indbyggere, heraf ernærede 94 sig ved immateriel virksomhed, 306 ved håndværk og industri, 214 ved handel mm, 146 ved samfærdsel, 219 ved landbrug, skovbrug og fiskeri, 116 ved husgerning, 180 var ude af erhverv og 19 havde ikke oplyst indkomstkilde.
I 1931 byggedes en færge og lystbådehavn, og byen fik mulighed for at laste togvogne, som derefter blev sejlet til Svendborg.

### Efterkrigstiden
Efter 2. verdenskrig fortsatte Ærøskøbing sin stagnerende befolkningsudvikling. I 1945 boede der 1.390 indbyggere i købstaden, i 1950 1.375 indbyggere, i 1955 1,290 indbyggere, i 1960 1.273 indbyggere og i 1965 1.228 indbyggere.

### Nyere tid
I 1966 mistede Ærøskøbing sine købstadsrettigheder.
År 2000 fejredes byens 750 års jubilæum.
I 2002 fik Ærøskøbing Europa Nostra prisen for bevaring af den europæiske kulturarv.

## Transport og infrastruktur
Fra byens havn afgår færgeerne M/F Ærøskøbing og M/F Marstal til Svendborg på Fyn.
Ærøskøbing Sygehus har en medicinsk/kirurgisk afdeling, som tager sig af en række basisopgaver for Ærøs befolkning. Hvis der er behov for mere specialiseret indsats henvises patienterne til behandling i andre afdelinger af det fynske sygehusvæsen. Byens lægeklinik er placeret på sygehuset.

## Uddannelse
Ærø Friskole blev oprettet i 2007, efter nedlæggelsen af Ærøskøbing Skole. I det første skoleår, 07/08 havde friskolen 45 og i 2018 105 elever.

## Kultur og natur
Ærø Museum er et kulturhistorisk museum i den gamle landfogedgård i Brogade. Der er samlinger fra købstads-, søfarts- og landbomiljø – herunder en kollektion af folketøj og legetøj. I haven bag museet er en købstadshave fra ca. 1920 genetableret. Museet blev nyindrettet i 2019 og udstillingen ”Ærø - Vores Ø” giver et kulturhistorisk indblik i livet på Ærø før og nu.
Kogehuset fra 1810 på havnemolen fungerede i gamle dage som kogested for sejlskibene i havn, da åben ild om bord på træskibene ikke måtte finde sted. 1850 fik det påmonteret et fyrhul, som viste fartøjerne til Ærøskøbing Havn. Omkring 1860 ophørte kogehuset som madkogningssted. Fra 2001 benyttes det renoverede ”Kogehus” af gæstesejlere, der nu har mulighed for at stå indendørs i tørvejr og tilberede aftensmaden.
Flaske-Peters samling i Smedgade 22, huser Flaske-Peters samling. Peter Jacobsen (1873-1960) fortsatte med at bygge flaskeskibe helt frem til sin død. Det blev til mere en 1.700 flaskeskibe og 50 store modelskibe. Samlingerne omfatter også H.C. Pedersens træskærerarbejder samt en nyetableret opstilling af D/S ÆRØ´s kontor fra Ærøskøbing Havn med de mange færgemalerier af marinemaleren Hans Schøsler-Pedersen.
Philip Kocks Hus fra 1645 i Søndergade 36 er en tidligere købmandsgård. Huset der er byens ældste daterede hus er et bindingsværkshus med knægtbygget paradegavl og karnap mod gaden. Huset er opført efter den nordtyske tradition med diele (forstue), pisel og "dørnsk" (dagligstue).
Priors Hus fra 1690 i Søndergade 32 er et bindingsværkshus, opført efter den nordtyske tradition. Indretningen er præget af, at det var sømænd, som beboede stedet. Hollandske fliser beklæder alkoverummet og tilsvarende bag kakkelovnen i forstuen. Hoveddøren står uberørt siden 1690, hvor hverken maling eller olie har været en nødvendighed efter dørens oprindelige behandling med okseblodstempera.
Hammerichs Hus er et bindingsværkshus på hjørnet af Brogade og Gyden. Forhuset blev opført i omkring år 1700 og tilbygningen omkring år 1900. Forhuset blev i 1916 købt af billedhuggeren og kunstneren Gunnar Hammerich (1893-1977), der benyttede huset som feriehus. I årene efter blev tilbygningen købt og lagt sammen med forhuset. Hammerich samlede alt husets inventar, både møbler, paneler og fliser, hvoraf det meste er fra de fynske øer og Sønderjylland. Bygningen fungerer i dag som museum og fremstår stort set som i begyndelsen af 1900-tallet.
Ærøskøbing Bymølle er en en 8-kantet hollandsk gallerimølle fra 1848. Møllen var i drift til 1957. Fra møllebakken er der udsigt til byen og det åbne landskab.
 Vesterstrands badehuse er en række af små farverige badehuse. Grundene, som badehusene står på, er lejet af kommunen. Klausulerne: Ingen udbygninger, ingen tilbygninger og ingen installation af el eller vand. Alt skal forblive, som det var - kun moderate forbedringer er tilladt.
Urehoved er en halvø. Langs tangen, som forbinder Urehoved med Ærø, er der strandenge, som jævnligt overskylles ved højvande. Strandengene er yndede rastepladser for trækfugle. I de senere år har der været meget store flokke af gæs, talrige sangsvaner og mange mindre andefugle. Længst mod nord ender halvøen i et morænelandskab med marker og fem tidligere husmandsteder som i nutiden benyttes som fritidshuse og fast beboelse.

## Notable bysbørn
- Anders Arrebo (1587-1637), digter og præst
- A.H. Riise (1810-1882), apoteker

## Galleri
- Søndergade
- Vindue
- Ældre hus, Pilebækken
- Alexis Priors hus fra 1690
- M/F Ærøskøbing
- Kogehuset
- Badehuse ved Vesterstrand, Urehoved